# Bernie Mac
Bernard Jeffrey McCollough (Chicago, 5 de outubro de 1957 - Chicago, 9 de agosto de 2008) foi um ator e comediante norte-americano.

## Biografia
Bernie Mac nasceu em Chicago, Illinois em 5 de outubro de 1957. Ele foi criado na cidade de South Side por sua mãe solteira, Maria, que morreu de câncer quando ele tinha 16 anos, quando estava em seu segundo ano do ensino médio.
Ele apresentou programas para crianças do bairro na zona sul de Chicago. Ele estudou na Chicago Vocational Career Academy, onde frequentou Dick Butkus. Mais tarde, Bernie Mac mudou-se para Tampa, Flórida. Durante seus 20 anos, ele trabalhou em uma variedade de empregos, incluindo United Parcel Service.

## Carreira
Mac iniciou a sua carreira como comediante de palco em Chicago. Ele ganhou o Miller Lite Comedy Search em 1990 e a sua popularidade como comediante começou a crescer. Ele abriu os programas de Dionne Warwick, Redd Foxx e Natalie Cole e fez vários especiais de comédia da HBO, que aumentaram a sua popularidade ainda mais.
Começou a atuar em papéis menores, mas a sua grande estreia foi como Pastor Clever no filme de Ice Cube em 1995: Friday. Após esse papel, Bernie Mac trabalhou também noutros filmes, incluindo Booty Call, How to Be a Player, Life e What's the Worst That Could Happen?. Bernie Mac foi também um dos poucos actores negros capaz de quebrar o género tradicional de "comédia negra", tendo papéis no remake de Ocean's Eleven e tornando-se o novo Bosley para a sequência do filme As Panteras, Charlie's Angels: Full Throttle.
Em 1997 Mac continuou com as suas raízes como comediante de palco, excursionando os Estados Unidos como um dos Reis da Comédia, junto com Steve Harvey, Cedric the Entertainer e D.L. Hughley. O programa foi posteriormente filmado por Spike Lee para o filme The Original Kings of Comedy.
Em 2001, a FOX deu a Mac a sua própria sitcom chamada The Bernie Mac Show. O programa, baseado na sua própria vida, em que ele se vê de repente como guardião dos três filhos da irmã, foi um grande sucesso em parte porque ele permitiu a Mac manter-se fiel as suas raízes de comediante de palco, quebrando a quarta parede para comunicar os seus pensamentos à plateia. No programa de Mac também são estrelas as três crianças que fazem os filhos da irmã. São eles: Vanessa, Jordan e Bryana. Bernie faz uma versão ficcional de si mesmo o programa, junto com uma jovem bela esposa chamada Wanda. Muita da graça do programa acontece com a habitual frustração de Mac com o seu sobrinho Jordan (Jeremy Suarez) e sua sobrinha Vanessa (Camille Winbush).

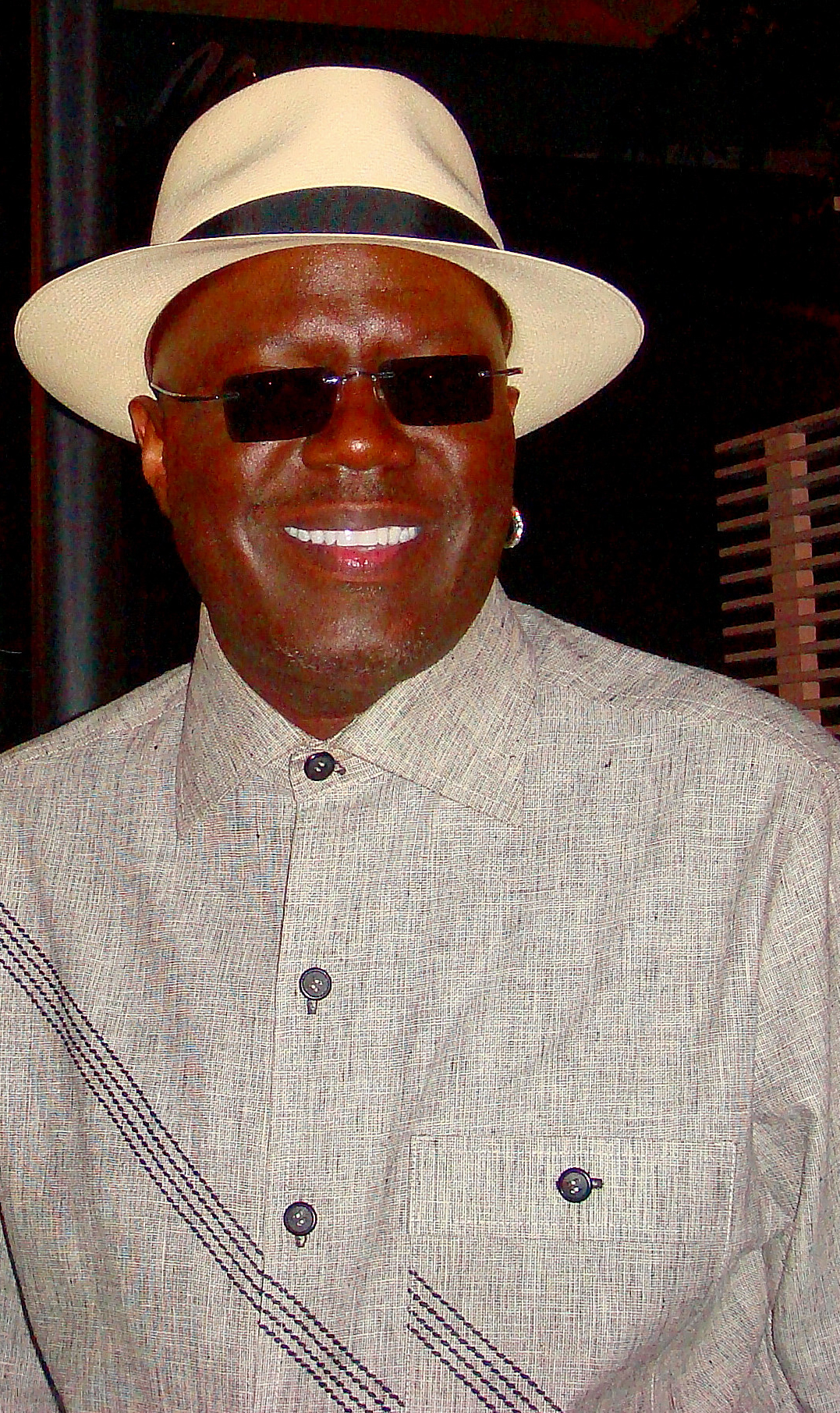
Bernie Mac na estreia de Transformers em 2007.

Em 2004 Mac teve seu primeiro papel principal como um jogador de baseball aposentado no filme Mr. 3000.Também participou de "onze homens e um segredo", "doze homens e outro segredo" e o último da trilogia "treze homens e um novo segredo".

## Doença e morte
Em fevereiro de 2005 Mac anunciou que tinha sarcoidose, doença autoimune que causa inflamação dos tecidos moles do corpo, frequentemente nos pulmões. No anúncio, ele disse que vinha sofrendo da doença desde 1983.
Em 2008, Bernie Mac foi internado no Memorial Hospital Northwestern em sua cidade natal de Chicago, Illinois. Após uma semana de tratamento médico sem sucesso, Mac teve uma parada cardíaca e morreu durante as primeiras horas da manhã de 9 de agosto, devido a complicações de uma pneumonia. O funeral de Bernie Mac foi público, e com cerca de 7.000 pessoas presentes, o funeral foi realizado uma semana depois de sua morte.

## Filmografia

### Filmes
| Ano  | Título                                                                   | Personagem          | Notas                                  |
| ---- | ------------------------------------------------------------------------ | ------------------- | -------------------------------------- |
| 1992 | Mo' Money                                                                | Club doorman        | Participação                           |
| 1993 | Who's the Man?                                                           | G-George            |                                        |
| 1994 | Above the Rim                                                            | Flip                |                                        |
| 1994 | House Party 3                                                            | Uncle Vester        |                                        |
| 1995 | Friday                                                                   | Pastor Clever       |                                        |
| 1995 | The Walking Dead                                                         | Ray                 |                                        |
| 1996 | Don't Be a Menace to South Central While Drinking Your Juice in the Hood | Officer Self Hatred | Participação                           |
| 1996 | Get on the Bus                                                           | Jay                 |                                        |
| 1997 | B*A*P*S                                                                  | Mr. Johnson         |                                        |
| 1997 | Booty Call                                                               | Judge Peabody       |                                        |
| 1997 | How to Be a Player                                                       | Buster              |                                        |
| 1997 | Don King: Only in America                                                | Bundini Brown       |                                        |
| 1998 | The Players Club                                                         | Dollar Bill         |                                        |
| 1999 | Life                                                                     | Jangle Lang         |                                        |
| 2000 | The Original Kings of Comedy                                             | Himself             | Documentário                           |
| 2001 | Ocean's Eleven                                                           | Frank Catton        |                                        |
| 2001 | What's the Worst That Could Happen?                                      | Uncle Jack          |                                        |
| 2003 | Bad Santa                                                                | Gin Slagel          |                                        |
| 2003 | Charlie's Angels: Full Throttle                                          | Jimmy Bosley        |                                        |
| 2003 | Head of State                                                            | Mitch Gilliam       |                                        |
| 2004 | Mr. 3000                                                                 | Stan Ross           |                                        |
| 2004 | Ocean's Twelve                                                           | Frank Catton        |                                        |
| 2005 | Guess Who                                                                | Percy Jones         |                                        |
| 2005 | Lil' Pimp                                                                | Fruit Juice         |                                        |
| 2005 | Inspector Gadget's Biggest Caper Ever                                    | Gadget Mobile       | Voz                                    |
| 2007 | Ocean's Thirteen                                                         | Frank Catton        |                                        |
| 2007 | Pride                                                                    | Elston              |                                        |
| 2007 | Transformers                                                             | Bobby Bolivia       | Participação                           |
| 2008 | Madagascar: Escape 2 Africa                                              | Zuba (Voz)          | Lançado três meses depois de sua morte |
| 2008 | Soul Men                                                                 | Floyd Henderson     | Lançado três meses depois de sua morte |
| 2009 | Old Dogs                                                                 | Jimmy Lunchbox      | Mac's last performance in a film       |

### Televisão
| Ano       | Título              | Personagem        | Notas         |
| --------- | ------------------- | ----------------- | ------------- |
| 1996-1999 | Moesha              | Uncle Bernie      | 9 episódios   |
| 1997      | The Wayans Bros.    | Shank             | 1 episódio    |
| 2001-2006 | The Bernie Mac Show | Bernie McCullough | 104 episódios |
| 2003      | King of the Hill    | Mack (Voz)        | 1 episódio    |